# لیبیخوو
لیبیخوو (به چکی: Liběchov) یک منطقهٔ مسکونی در جمهوری چک است که در ناحیه میلنیک واقع شده‌است. لیبیخوو ۱٬۰۵۱ نفر جمعیت دارد.